# Rivière Chensagi Est
Rivière Chensagi Est är ett vattendrag i Kanada.   Det ligger i provinsen Québec, i den östra delen av landet, 500 km norr om huvudstaden Ottawa.
I omgivningarna runt Rivière Chensagi Est växer i huvudsak blandskog. Trakten runt Rivière Chensagi Est är nära nog obefolkad, med mindre än två invånare per kvadratkilometer.